# Torreya
Torreya é um género de coníferas compreendendo seis ou sete espécies da família Taxaceae, embora algumas vezes anteriormente fosse incluída na Cephalotaxaceae.  Quatro das espécies são nativas da Ásia e as outras duas da América do Norte. São árvores perenifólias de pequeno a médio porte, 5 a 20 metros (raramente até 25 metros) de altura.

## Descrição
As folhas estão dispostas em espiral ao longo dos ramos, mas torcidas na base formando duas filas planas; são lineares, com 2 a 8 cm de comprimento e 3 a 4 mm de largura, com textura dura e uma terminação pontiaguda espinhosa.
As espécies deste género podem ser monóicas ou dióicas; quando monóicas, os cones masculino e feminino encontram-se geralmente em ramos diferentes. Os cones masculinos, com 5 a 8 cm de comprimento, estão agrupados em linhas na face inferior dos caules. Os cones femininos são solitários ou agrupados em grupos de 2 até 8 em caules curtos; inicialmente minúsculos, maturam em cerca de 18 meses formando uma estrutura tipo drupa com uma única grande semente tipo noz com 2 a 4 cm de comprimento rodeada por uma cobertura carnuda, de cor verde a púrpura quando totalmente madura. Em algumas espécies, como a japonesa Torreya nucifera (Kaya) a semente é comestível. Pensa-se que a dispersão natural seja ajudada por esquilos que enterram as sementes como fonte de alimento para o inverno; quaisquer sementes não consumidas podem então germinar.
O nome do género remete para John Torrey, um botânico estadunidense.